# Daniela Ceccarelli
Daniela Ceccarelli (ur. 25 września 1975 we Frascati) – włoska narciarka alpejska, złota medalistka olimpijska.

## Kariera
Największy sukces w karierze Daniela Ceccarelli osiągnęła w 2002 roku, kiedy podczas igrzysk olimpijskich w Salt Lake City zdobyła złoty medal w supergigancie. Na podium wyprzedziła Chorwatkę Janicę Kostelić i swą rodaczkę, Karen Putzer. Był to jedyny medal wywalczony przez nią na międzynarodowej imprezie tej rangi. Na tych samych igrzyskach była także piętnasta w slalomie gigancie oraz dwudziesta w biegu zjazdowym. Na rozgrywanych cztery lata później igrzyskach olimpijskich w Turynie wystartowała tylko w supergigancie, kończąc rywalizację na 31. pozycji. Kilkakrotnie startowała na mistrzostwach świata, najlepszy wynik osiągając podczas MŚ w Sankt Moritz w 2003 roku, gdzie zajęła trzynaste miejsce w zjeździe. Nigdy nie wzięła udziału w mistrzostwach świata juniorów.
W zawodach Pucharu Świata zadebiutowała 7 marca 1996 roku w Kvitfjell, gdzie zajęła 21. miejsce w supergigancie. Tym samym już w swoim debiucie wywalczyła pierwsze pucharowe punkty. Na podium zawodów tego cyklu po raz pierwszy stanęła 22 grudnia 2001 roku w Sankt Moritz, zajmując drugie miejsce w supergigancie. W zawodach tych rozdzieliła na podium Karen Putzer i Austriaczkę Stefanie Schuster. W kolejnych latach jeszcze dwukrotnie stawała na podium: 26 stycznia 2002 roku w Cortinie d’Ampezzo była trzecia, a 13 grudnia 2002 roku w Val d’Isère ponownie druga w supergigancie. Najlepsze wyniki osiągnęła w sezonie 2002/2003, kiedy była szesnasta w klasyfikacji generalnej, a w klasyfikacji supergiganta zajęła szóste miejsce.
Kilkukrotnie zdobywała medale mistrzostw kraju, w tym złote w supergigancie w 2002 roku i zjeździe rok później.
Jej córka, Lara Colturi, także uprawia narciarstwo alpejskie.

## Osiągnięcia

### Igrzyska olimpijskie
| Miejsce | Dzień     | Rok  | Miejscowość    | Konkurencja | Czas biegu | Strata | Zwyciężczyni         |
| ------- | --------- | ---- | -------------- | ----------- | ---------- | ------ | -------------------- |
| 20.     | 12 lutego | 2002 | Salt Lake City | Zjazd       | 1:39,56    | +2,47  | Carole Montillet     |
| 1.      | 17 lutego | 2002 | Salt Lake City | Supergigant | 1:13,59    | -      | -                    |
| 15.     | 22 lutego | 2002 | Salt Lake City | Gigant      | 2:30,01    | +8,53  | Janica Kostelić      |
| 31.     | 20 lutego | 2006 | Turyn          | Supergigant | 1:32,47    | +2,79  | Michaela Dorfmeister |

### Mistrzostwa świata
| Miejsce | Dzień       | Rok  | Miejscowość       | Konkurencja | Czas biegu | Strata | Zwyciężczyni          |
| ------- | ----------- | ---- | ----------------- | ----------- | ---------- | ------ | --------------------- |
| 18.     | 3 lutego    | 1999 | Vail/Beaver Creek | Supergigant | 1:20,53    | +1,68  | Alexandra Meissnitzer |
| 15.     | 29 stycznia | 2001 | St. Anton         | Supergigant | 1:23,44    | +1,09  | Régine Cavagnoud      |
| 15.     | 2 lutego    | 2001 | St. Anton         | Kombinacja  | 2:55,65    | +16,88 | Martina Ertl          |
| 16.     | 6 lutego    | 2001 | St. Anton         | Zjazd       | 1:36,20    | +2,10  | Michaela Dorfmeister  |
| DNF     | 3 lutego    | 2003 | Sankt Moritz      | Supergigant | 1:27,48    | -      | Michaela Dorfmeister  |
| 13.     | 9 lutego    | 2003 | Sankt Moritz      | Zjazd       | 1:34,30    | +0,80  | Mélanie Turgeon       |
| DSQ     | 4 lutego    | 2005 | Bormio            | Kombinacja  | 2:53,70    | -      | Janica Kostelić       |
| 14.     | 6 lutego    | 2005 | Bormio            | Zjazd       | 1:39,90    | +2,19  | Janica Kostelić       |

### Puchar Świata

#### Miejsca w klasyfikacji generalnej
- sezon 1997/1998: 84.
- sezon 1998/1999: 66.
- sezon 1999/2000: 64.
- sezon 2000/2001: 40.
- sezon 2001/2002: 19.
- sezon 2002/2003: 16.
- sezon 2003/2004: 30.
- sezon 2004/2005: 56.
- sezon 2005/2006: 49.
- sezon 2006/2007: 109.
- sezon 2007/2008: 46.
- sezon 2008/2009: 78.

#### Miejsca na podium
1. Sankt Moritz – 22 grudnia 2001 (supergigant) – 2. miejsce
2. Cortina d’Ampezzo – 26 stycznia 2002 (supergigant) – 3. miejsce
3. Val d’Isère – 13 grudnia 2002 (supergigant) – 2. miejsce